# Alberto Fernández de Rosa
Alberto Fernández de Rosa, (31 de outubro de 1944, Buenos Aires, Argentina), apelidado como Paco, é um ator argentino. Ele já esteve em vários filmes e séries de televisão argentina, durante um período de mais de cinco décadas. 

## Biografia
Alberto nasceu no dia 25 de abril de 1944, em Buenos Aires, Argentina. Começou a atuar desde criança. Em 1960 e 1961 foi indicado ao renomado Prêmio Martín Fierro de Revelação.  

### Vida pessoal
Esteve casado com a atriz Cristina Banegas. Juntos são pais da, também atriz, Valentina Fernández De Rosa. De seu segundo casamento com Marta López Pardo nasceu Guadalupe Fernández De Rosa e Francisco Fernández De Rosa.
Alberto possui quatro netos, dois netos filhos de Guadalupe (Rita e Tomas) e dois netos filhos de Valentina (Sofía Stead e Martín Stead). Sua filha Valentina faleceu em 2 de março de 2022, aos 55 anos.

## Carreira
Aos 11 anos, estreou no teatro atuando no Teatro Astral de Buenos Aires, em uma peça para crianças. Aos 16 anos estreou no teatro para adultos, participando do Teatro Liceo, ao lado da atriz Luisa Vehil. Já aos 18 atuou no filme El Televisor de José de Thomas junto a Marilina Ross. Na televisão argentina participou do sucesso La Familia Falcón, uma das primeiras telenovelas argentinas, que alcançou popularidade e foi transmitida pelo Canal 13 durante a maior parte da década de 1960 (1962-1969). Em 1964, atuou como "Bobby" em Pajarito Gómez, de Rodolfo Kuhn, um filme argentino. No ano seguinte, esteve na produção espanhola El castigador, e em 1966 esteve em Buenos Aires, Verano 1912  e no programa para crianças da TV espanhola, Los chiripitiflauticos. No mesmo ano, viajou para a Espanha. Em 1969, finalmente foi protagonista no premiado Breve cielo, de David José Kohon (representante da chamada geração de 1960, que motivou mudanças profundas na cinematografia nacional). Em 1971, participou da série de TV Nino, las cosas simples de la vida. Em 1972 participou do filme Destino de un capricho. Em 1974 esteve em Crimen en el hotel alojamiento, como protagonista e Juan que reía de Carlos Galettini, além de fazer parte do elenco da obra teatral Orquesta de señoritas. Em 1975, atuou junto a China Zorrilla em Las sorpresas.
Em 1977, devido ao golpe cívico militar do ano anterior, fez parte dos intelectuais e artistas perseguidos pela ditadora, e deveria sair do país. Com negociações com empresários espanhóis, conseguiu um contrato para atuar em Madrid com o trabalho que vinha realizando na Argentina. Alberto voltou para a Argentina mas, por conta da lista de artistas "proibidos" pela ditadura, se viu longe dos estúdios de televisão e cinema. Nesse período deu aulas de atuação, e esteve atuando em teatros fora de vista até 1981. 
Em 1983, com a volta do governo democrático, formou parte do elenco de Mesa de Noticias, como  "Rosales". Em 1985 atuou somente no filme Flores robadas en los jardines de Quilmes. Em 1986 participou de quatro filmes: Brigada explosiva (outra vez como "Rosales"), Brigada Explosiva contra los ninjas, Los amores de Laurita e Los insomnes. Em 1987 esteve em Los bañeros más locos del mundo e Los Matamonstruos en la Mansión del Terror. Em 1988, Los Pilotos más Locos del Mundo (sequência de "Los Bañeros más Locos del Mundo"). 
Em 1989, Alberto assumiu como diretor geral no Teatro San Martín. Filmou DNI: La Otra Historia de Luis Brunati. Em 1990 atuou na TV apenas uma vez. Foi escolhido como subsecretário de Cultura de Buenos Aires. Participou de ¡Átame!, também exibido como "Tie me Up, Tie me Down!". Em 1991 fez o importante papel de "Teo" no programa de TV Grande Pa!, muito popular na Argentina (também traduzido como "Super Dad" em alguns países em que foi transmitido). Depois dos quatro anos de sucesso na série, em 1995 Alberto atuou com Agustina Cherri, em Chiquititas. Durante os anos de 1990, foi diretor de elenco da Telefé, um trabalho que o consolidou como um respeitado e criterioso executivo. 

### Chiquititas
Chiquititas começou produzido por Telefé, na Argentina, e em vários países da América Latina, Europa e Ásia em 1995. Albertou trabalhou com as crianças da série: Camila Bordonaba, María Jimena Piccolo, Facundo Arana, Romina Yan e Agustina Cherri. Seu papel foi o de Saverio, um cozinheiro imigrante da Espanha. Por ter vivido muitos anos no país, Alberto teve facilidade com o sotaque espanhol. Por seu papel, Alberto tornou-se conhecido por toda a Argentina pela geração mais jovem na década de 1990. Nos álbuns de Chiquititas, Alberto participa de algumas músicas como "Ángeles Cocineros" e "El Cheff Saverio", as quais cantou ao vivo durante os anos de 1996 e 1997, junto ao elenco. Quando o programa passa em outros países, em 2000, Alberto torna-se famoso em outros países hispânicos.

### Outros trabalhos
Alberto diminuiu seu trabalho como ator consideravelmente depois de Chiquititas, concentrando-se mais em seu trabalho como diretor de elenco.
Em 1997, como ator veterano, participou da produção 24 Horas (Algo está por explotar), uma comédia dramática com Julieta Ortega e Eduardo Cutuli, onde teve a oportunidade de trabalhar com a atriz Divina Glória. Em 1999, fez  La Mujer del Presidente. Em 2001, participou com Guillermo Francella de  vários episódios da série Poné a Francella. No cinema, fez Te besaré mañana, de Diego Musiak. No mesmo ano, fez uma participação especial na série El Hacker 2001, junto a Carlos Calvo. Em 30 de dezembro de 2006, foi mencionado na televisão como líder do Partido Justicialista em Escobar, uma provincia de Buenos Aires. No mesmo ano, esteve no filme Bañeros 3 todopoderosos. Em 2011, fez uma participação em Los únicos.
De 2012 a 2015 voltou a interpretar um espanhol, na telenovela Violetta da Disney Channel América Latina, interpretando Antonio, dono do estúdio de música On Beat. A série foi um grande sucesso nacional e internacional. Entre 2014 e começo de 2015 realizou uma participação em Guapas. Em 2015 fez uma participação em Esperanza Mía.

## Filmografía

### Trajetoria
- Esperanza mía 2015 como Obispo
- Guapas (2014 - 2015) como Coco Luna.

- Violetta (2012 - 2014) ... Antonio Fernández Vallejo
- Televisión por la identidad (2007) ... Abuelo
- Alma pirata (2006) ... Padre de Francisco
- Vientos de agua (2006) ... Nazario Reyes
- Los Roldán (2004) ... Don Bernardo Vorguetti
- Te besaré mañana (2001) ... Comisario
- Poné a Francella (2001) ... José Agustín
- La mujer del presidente (1999) ... Dr. Balvanera
- Chiquititas (1995 - 97) ... Saverio
- 24 horas (algo por explotar) (1997) ... Fernández
- Super papa (1991) ... Theodoro Cossini "Theo"
- DNI: La otra historia
- Los pilotos más locos del mundo (1988)
- Los matamontruos en la mansión del terror (1987)
- Los bañeros más locos del mundo (1986) ... Alberto (Paco)
- Los insomnes (1986)
- Los amores de Laurita (1986)
- Brigada explosiva contra los ninjas (1986) ... Alberto Rosales
- Brigada explosiva (1986)
- Flores robadas en los jardines de Quilimes (1985)
- Mesa de noticias (1983 - 1984) ... Clorinda / Rosales
- Juan que reía (1976)
- Las sorpresas (1975)
- La guerra del cerdo(1974)
- Crimen en el hotel alojamiento (1974)
- Destino de un capricho (1972)
- Nino, las cosas simples de la vida (1971) ... Rubén
- El mundo es de los jóvenes (1970)
- Los debutantes en el amor (1969)
- Su primer encuentro (1969)
- El médico y el curandero (1969)
- La pulpera de Santa Lucía (1968)
- La querella (1968)
- Buenos aires, verano de 1912 (1966)
- Perfecta (1966)
- El castigador (1965)
- El ídolo (1965) ... Bobby
- Apasionada (1964)
- Anita de Montemar (1964)
- La familia Falcón (1963) ... Alberto
- El televisor (1962)
- El secreto de Mónica (1962)
- La familia Falcón (1962)
- Los Hermanos Del Hierro (1961)